# Monika Juchová
Monika Juchová, rozená Švubová, (* 5. října 1974 Jeseník) je pedagožka, speciální pedagožka, logopedka, knihovnice.

## Život a kariéra
Po maturitě na Střední knihovnické škole v Brně vystudovala v roce 2003 obor Informační věda na Filozofické fakultě Masarykovy univerzity v Brně. Téhož roku také absolvovala doplňující pedagogické studium na stejné fakultě na Ústavu pedagogických věd. V roce 2012 ukončila na Pedagogické fakultě Univerzity Karlovy specializační studium školní poradenství, zaměřené na výchovné poradenství. V roce 2017 vystudovala na téže fakultě obor Speciální pedagogika a logopedie.
Absolvovala studijní pobyty na University of Illinois a University of Michigan, kde se zajímala především o problematiku specifických vzdělávacích potřeb žáků. Je certifikovanou lektorkou stimulačního programu pro děti Maxík, nápravného programu pro rozvoj pozornosti a soustředění KUPOZ, diagnostického a nápravného programu Percepční oslabení ve školní praxi, Feurnsteinovy metody instrumentálního obohacování a dalších,
Do roku 2010 působila jako učitelka odborných předmětů na Vyšší odborné škole a Střední odborné škole informačních a knihovnických služeb v Brně. Na škole také vedla Informační a knihovnické centrum, aktivně se zajímala o možnosti pomoci knihoven při integraci národnostních menšin. V roce 2010 nastoupila do Open Gate jako vychovatelka, několik let vedla knihovnu na škole. Později začala vyučovat předmět Studijní dovednosti, který zde učí stále, a vykonávat funkci výchovné poradkyně školy.
V současné době pracuje jako pedagožka, logopedka, speciální pedagožka a výchovná poradkyně. Jako logopedka a speciální pedagožka pracuje s dětmi a dospělými s poruchami řeči či speciálními vzdělávacími potřebami. Zajímá se o biblioterapii a specifika vzdělávání levorukých dětí. Věnuje se problematice čtenářství a jeho rozvoje u mladých lidí se specifickými vzdělávacími potřebami